# Wiry (Kłoniczki)
Wiry – część kolonii Kłoniczki w Polsce, położona w województwie łódzkim, w powiecie wieruszowskim, w gminie Lututów. Wchodzi w skład sołectwa Kłoniczki.
W latach 1975–1998 Wiry należały administracyjnie do województwa sieradzkiego.